# 越南第二共和國
越南第二共和國是越南共和國歷史上的一個政權。
在1963年政變以後，總統吳廷琰被殺，第一共和國時期結束，進入越南共和國歷史上的「軍管時期」（Thời kỳ quân quản）。在軍方高層內部經過一系列權力傾軋後趨於穩定。越南共和國於1967年3月18日通過新的憲法並在4月1日正式實施。該憲法參照西方國家確立了三權分立制度，此後進入第二共和國時代。
1975年西貢淪陷，越南共和國政權覆滅，第二共和國時代結束。